# Annia Aurelia Galeria Lucilla
Annia Aurelia Galeria Lucilla, kortweg Lucilla (149-183) was een lid van de Aurelii, de dochter van Marcus Aurelius, echtgenote van Lucius Verus en zuster van Commodus.
Lucilla werd geboren als tweede dochter van Marcus Aurelius en Faustina de Jongere.
In 161 verloofde de 12-jarige Lucilla zich met de 31-jarige Lucius Verus (de vroegere verloofde van haar moeder) toen deze medekeizer werd van haar vader en kreeg de titel Augusta (keizerin). Gezien haar jonge leeftijd werd het huwelijk een paar jaar uitgesteld. Gedurende de oorlogscampagnes van Verus bleef zij achter in Rome. In 164, toen zij 15 jaar was, begeleidde haar vader haar naar Brundisium vanwaaruit zij voor haar huwelijk afreisde naar Ephese. In datzelfde jaar kreeg zij de titel Augusta (keizerin).
Lucilla en Verus kregen door de militaire campagnes niet vaak de gelegenheid om samen te zijn en na de dood van Verus in 169 werd de inmiddels 20-jarige Lucilla weduwe. Ondanks dit alles kregen zij minstens één maar misschien drie kinderen over wie verder niets bekend is.

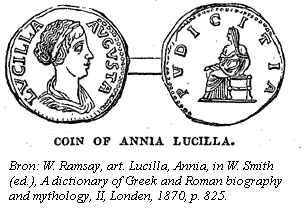
Munt_van_Annia_Lucilla

Haar vader arrangeerde een nieuw huwelijk met een veel oudere senator en generaal, Pompeianus, die ondanks zijn onberispelijk gedrag en trouw aan de keizer, nauwelijks een goede partij voor de jonge Lucilla genoemd kon worden. Vanzelfsprekend hield Lucilla er een vrij intensief buitenechtelijk leven op na, geheel volgens de familietraditie van haar moeder en haar grootmoeder, Faustina de Oudere. Toch kwam uit deze relatie een zoon, Aurelius Commodus Pompeianus, die onder keizer Septimius Severus en Caracalla een belangrijke politieke rol zou gaan spelen.
In het jaar 183 raakte zij betrokken bij een complot om zich te ontdoen van haar 12 jaar jongere broer, keizer Commodus, die zich ontpopte als een van de wreedste tirannen die het keizerrijk ooit gekend had, slechts te vergelijken met Gaius "Caligula" en Nero. De aanslag mislukte en zij werd verbannen naar Capri in de Villa Jovis, waar zij spoedig daarna werd geëxecuteerd.

## Stamboom
|                       |                       |                       |                       |                       |                       |  |  |                          |                          |                          |                          | Antoninus Pius (keizer)  | Antoninus Pius (keizer)  | Antoninus Pius (keizer) | Antoninus Pius (keizer) | Antoninus Pius (keizer) | Antoninus Pius (keizer) |                     |                     | Faustina de Oudere  | Faustina de Oudere  | Faustina de Oudere | Faustina de Oudere | Faustina de Oudere | Faustina de Oudere |  |  |  |  |  |  |
|                       |                       |                       |                       |                       |                       |  |  |                          |                          |                          |                          | Antoninus Pius (keizer)  | Antoninus Pius (keizer)  | Antoninus Pius (keizer) | Antoninus Pius (keizer) | Antoninus Pius (keizer) | Antoninus Pius (keizer) |                     |                     | Faustina de Oudere  | Faustina de Oudere  | Faustina de Oudere | Faustina de Oudere | Faustina de Oudere | Faustina de Oudere |  |  |  |  |  |  |
|                       |                       |                       |                       |                       |                       |  |  |                          |                          |                          |                          |                          |                          |                         |                         |                         |                         |                     |                     |                     |                     |                    |                    |                    |                    |  |  |  |  |  |  |
|                       |                       |                       |                       |                       |                       |  |  | Marcus Aurelius (keizer) | Marcus Aurelius (keizer) | Marcus Aurelius (keizer) | Marcus Aurelius (keizer) | Marcus Aurelius (keizer) | Marcus Aurelius (keizer) |                         |                         | Faustina de Jongere     | Faustina de Jongere     | Faustina de Jongere | Faustina de Jongere | Faustina de Jongere | Faustina de Jongere |                    |                    |                    |                    |  |  |  |  |  |  |
|                       |                       |                       |                       |                       |                       |  |  | Marcus Aurelius (keizer) | Marcus Aurelius (keizer) | Marcus Aurelius (keizer) | Marcus Aurelius (keizer) | Marcus Aurelius (keizer) | Marcus Aurelius (keizer) |                         |                         | Faustina de Jongere     | Faustina de Jongere     | Faustina de Jongere | Faustina de Jongere | Faustina de Jongere | Faustina de Jongere |                    |                    |                    |                    |  |  |  |  |  |  |
|                       |                       |                       |                       |                       |                       |  |  |                          |                          |                          |                          |                          |                          |                         |                         |                         |                         |                     |                     |                     |                     |                    |                    |                    |                    |  |  |  |  |  |  |
|                       |                       |                       |                       |                       |                       |  |  |                          |                          |                          |                          |                          |                          |                         |                         |                         |                         |                     |                     |                     |                     |                    |                    |                    |                    |  |  |  |  |  |  |
|                       |                       |                       |                       |                       |                       |  |  |                          |                          |                          |                          |                          |                          |                         |                         |                         |                         |                     |                     |                     |                     |                    |                    |                    |                    |  |  |  |  |  |  |
| Lucius Verus (keizer) | Lucius Verus (keizer) | Lucius Verus (keizer) | Lucius Verus (keizer) | Lucius Verus (keizer) | Lucius Verus (keizer) |  |  | Lucilla                  | Lucilla                  | Lucilla                  | Lucilla                  | Lucilla                  | Lucilla                  |                         |                         | Commodus (keizer)       | Commodus (keizer)       | Commodus (keizer)   | Commodus (keizer)   | Commodus (keizer)   | Commodus (keizer)   |                    |                    |                    |                    |  |  |  |  |  |  |
| Lucius Verus (keizer) | Lucius Verus (keizer) | Lucius Verus (keizer) | Lucius Verus (keizer) | Lucius Verus (keizer) | Lucius Verus (keizer) |  |  | Lucilla                  | Lucilla                  | Lucilla                  | Lucilla                  | Lucilla                  | Lucilla                  |                         |                         | Commodus (keizer)       | Commodus (keizer)       | Commodus (keizer)   | Commodus (keizer)   | Commodus (keizer)   | Commodus (keizer)   |                    |                    |                    |                    |  |  |  |  |  |  |